# المسيلة (شبام)

'

تعديل مصدري - تعديل

المسيلة هي إحدى قرى عزلة شبام بمديرية شبام التابعة لمحافظة حضرموت، بلغ تعداد سكانها 369 نسمة حسب تعداد اليمن لعام 2004.